# Большая мечеть Бухареста
Большая мечеть  или Великая мечеть Бухареста (рум. Marea Moschee din București) — проект постройки соборной мечети в столице Румынии городе Бухарест. Планировалось, что это будет самая большая мечеть в Европейском союзе. Правительство Турции предложило профинансировать строительство мечети в Бухаресте из своего бюджета. Строительство мечети было согласовано премьер-министром Румынии Виктором Понтой в 2015 году. В 2018 году проект закрыли из-за отсутствия средств. Строительство мечети в Бухаресте вызвал широкий общественный резонанс не только среди жителей города, но и среди всего населения Румынии.    

## Предыстория
Ислам в Румынии исповедуют 68 тыс. чел., что составляет около 0,3 % населения страны. Исторически распространение ислама было ограничено Северной Добруджей, которая входила с 1420 по 1878 год в состав Османской империи. После присоединения этих территорий к Румынии проживавшие там турки, татары (крымские татары, буджакские татары, ногайцы) и цыгане-мусульмане продолжали исповедовать ислам. 
Во второй половине XX века в Румынии проходят обучение студенты из дружественных Коммунистическому блоку мусульманских стран. После вхождения Румынии в Европейский союз в стране появились небольшие группы ближневосточных студентов, иммигрантов и беженцев — около 6 тыс. чел. Они в большинстве своём проживают в Бухаресте и других крупных городах страны, часто являясь транзитными мигрантами. Непосредственно в столице насчитывается около 9000 мусульман и есть три небольшие мечети. 
Увеличение количества мусульман в Бухаресте привело к необходимости постройки большой соборной мечети в городе.

## История
Переговоры о строительстве соборной мечети в столице начались после Румынской революции в 1989 году. В 2001 году правительство Турции предложило профинансировать строительство. Однако переговоры между Румынией и Турцией о строительстве мечети в Бухаресте зашли в тупик. Произошло это потому что румынское правительство потребовало, чтобы Румынская православная церковь также могла построить церковь в Стамбуле, на что турецкое правительство ответило отказом.
Обсуждения длились в течение 14 лет. В 2015 году премьер-министр Румынии Виктор Понта подписал соглашение, которое позволило правительству Турции построить мечеть в Бухаресте без получения права Румынской православной церкви на строительство церкви взамен. Президент Турции Реджеп Тайип Эрдоган согласился только на то, чтобы румынская сторона построила часовню и центр паломничества для румынских верующих христиан.
Во время визита президента Румынии Клауса Йоханниса в Турцию в марте 2016 года президент Турции попросил Йоханниса помочь муфтияту получить разрешение на строительство мечети от Генерального совета Бухареста.
Ожидалось, что турецкое правительство выделит 3 миллиона евро на строительство мечети, а правительство Румынии предоставило 11 000 м² земли недалеко от Ромэкспо в северной части Бухареста по цене 4 миллиона евро. 
В Румынии проект вызвал широкий общественный резонанс и волну исламофобии в стране. Бывший президент Румынии Траян Бэсеску заявил, что Румынии не нужен «ускоренный процесс исламизации» и что у мусульман Добруджи уже есть мечети которые им необходимы.
Все основные кандидаты на пост мэра Бухареста (включая Габриэлу Фиря из СДП, Людовика Орбана из НЛП и независимого политика Никушора Дана) либо высказались против строительства, либо потребовали проведения местного референдума.
В июле 2018 года было объявлено, что проект закрыт из-за нехватки средств. Земля была возвращена муниципалитету.

## Описание
Мечеть должна была вместить 2000 человек, а также включать в себя медресе и библиотеку.